# Le Dernier Refuge (film, 2013)
Pour le film de 1927, voir Le Dernier Refuge (film, 1927).
Pour plus de détails, voir Fiche technique et Distribution.
Le Dernier Refuge (Goodbye World) est un film américain réalisé par Denis Hennelly. Il est présenté au festival du film de Los Angeles le 15 juin 2013. En France il est diffusé par des plate-formes de vidéo à la demande.

## Synopsis
Le film raconte l'histoire d'un couple, Lily et James, qui vit éloigné de la civilisation, avec sa fille, dans une petite maison quelque part à la campagne dans la région de San Francisco. Quand le monde est ravagé par une cyberattaque, leur maison devient un refuge pour ses amis. Toutefois, entre jalousie, tristesse et menaces extérieures, la petite communauté se fragilise dangereusement.

## Fiche technique
- Titre : Le Dernier Refuge
- Titre original : Goodbye World
- Réalisation : Denis Henry Hennelly
- Scénario : Sarah Adina Smith et Denis Henry Hennelly
- Musique : Eric D. Johnson
- Photographie : Jeff Bollman
- Montage : Greg O'Bryant
- Production : Mary Pat Bentel, Denis Henry Hennelly, Albertino Matalon, Guy Moshe, Sarah Adina Smith et Matthew G. Zamias
- Société de production : Gather Films et Picturesque Films
- Société de distribution : Samuel Goldwyn Films (en) (États-Unis)
- Pays :  États-Unis
- Genre : Comédie dramatique
- Durée : 99 minutes
- Dates de sortie : 
  -  États-Unis : 15 juin 2013 (festival du film de Los Angeles), 4 avril 2014

## Casting

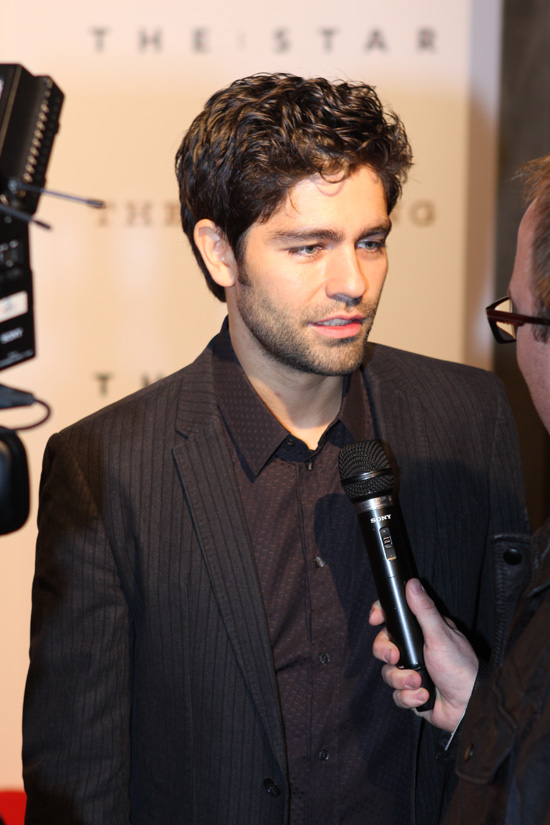
L'acteur principal Adrian Grenier, ici en octobre 2011.

- Adrian Grenier, James Palmer
- Gaby Hoffmann, Laura Shepherd
- Ben McKenzie, Nick Randworth
- Mark Webber, Benji Henry
- Kerry Bishé, Lily Palmer
- Caroline Dhavernas, Becky Snider
- Scott Mescudi, Lev Berkowitz
- Mckenna Grace, Hannah Palmer
- Remy Nozik, Ariel
- Linc Hand, Damon Mosley
- Laura Kachergus, Trisha
- Patrick Magel, Kyle Oswald

## Accueil
- Rotten Tomatoes, site Web dévolu aux critiques et aux informations sur les films, rapporte que 24 % des 25 critiques publiées ont donné une critique positive au film, la note moyenne étant de 4,4/10[1].
- Metacritic l'a noté 36/100, ce qui indique des critiques généralement défavorables[2].
- Mark Adams de Screen Daily a qualifié le film d'« engageant, joliment tourné et toujours absorbant »[3].
- Katie Walsh d'Indiewire l'a qualifié de « divertissant et réaliste »[4].
- Inkoo Kang du Los Angeles Times l'a qualifié d'« hybride peu convaincant, mal conçu, thriller de fin de monde et drame relationnel »[5].
- Nicolas Rapold du New York Times, en le comparant à une série télévisée, juge l'histoire inconsciente[6].
- Stephen Farber de The Hollywood Reporter a écrit que le film se déroule comme un feuilleton et aurait dû se concentrer davantage sur le suspense[7].
- G. Allen Johnson du San Francisco Chronicle a qualifié les personnages d'« ennuyeux et indignes de survivre à l'apocalypse »[8].